# Edifici inacabat
Un edifici inacabat és qualsevol estructura arquitectònica  (edifici, pont, carretera…) que es va deixar a mig fer per molt de temps, que avança molt poc a poc o que únicament existeix en paper. Molts projectes han quedat sense acabar en l'etapa primerenca dels plans i altres van atènyer una etapa més avançada.
Es diu també d'edificis en via de construcció, quan l'obra és molt lenta, hi ha moltes interrupcions i la data d'estrena s'ajorna cada vegada. Les obres es poden interrompre per raons multiples: canvi de règim, canvi de pla urbanístic, manca de diners, problemes estructurals o econòmics, megalomania, guerra… Un cas apart són els captritxos arquitecturals, edificis deliberadament a mig fer o ruïnes artificials per decorar parcs i jardins.
Hi ha edificis a mig fer arreu del món, alguns serveixen parcialment i altres són deixats a la intempèrie. Molts països tenen una llista de grans obres inútils, acabats o no, com ara viaductes d'autopistes que mai no es van construir, aeroports sense operacions, pisos en estat de closca permanent. La «crisi del totxo» del 2008 ha deixat a Espanya un ric patrimoni de pisos inacabats.
Tals edificis van inspirar llegendes. Una de les més conegudes és la de la Torre de Babel, incabat per intervenció de Déu que no en volia, o encara, entre moltes altres, la del Pont del Diable de Cardona, a mig fer perquè el diable havia perdut un repte amb sant Joan a qui acabaria primer un pont al Cardener.
- Pont del Diable de Cardona (segle xv)
- Varsenare (Bèlgica): Viaducte d'una autopista mai construïda
- Calonge (Catalunya) : Immoble de pisos, aturat després de la crisi del totxo del 2008

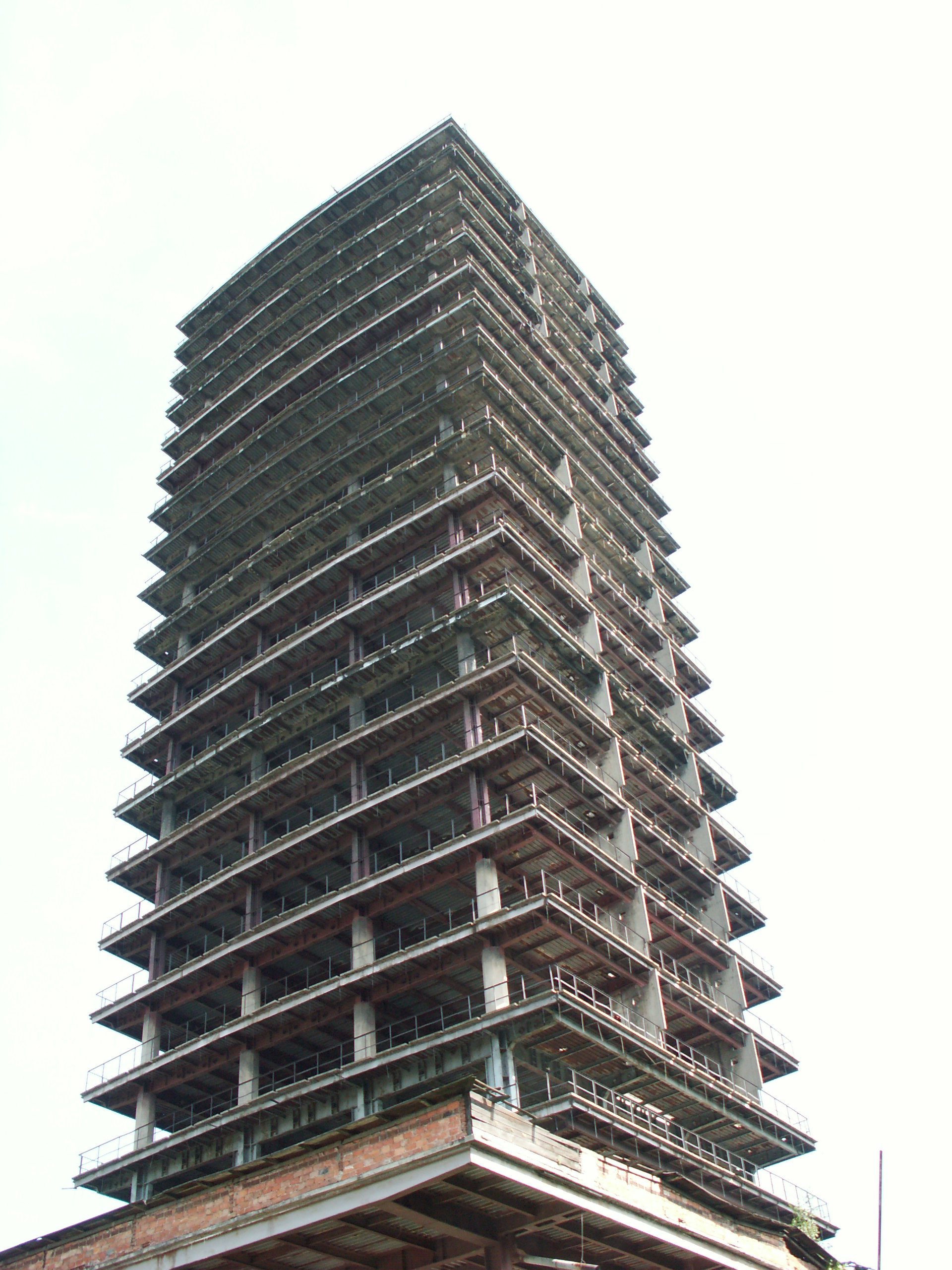
L'Szkieletor a Cracòvia el 2005

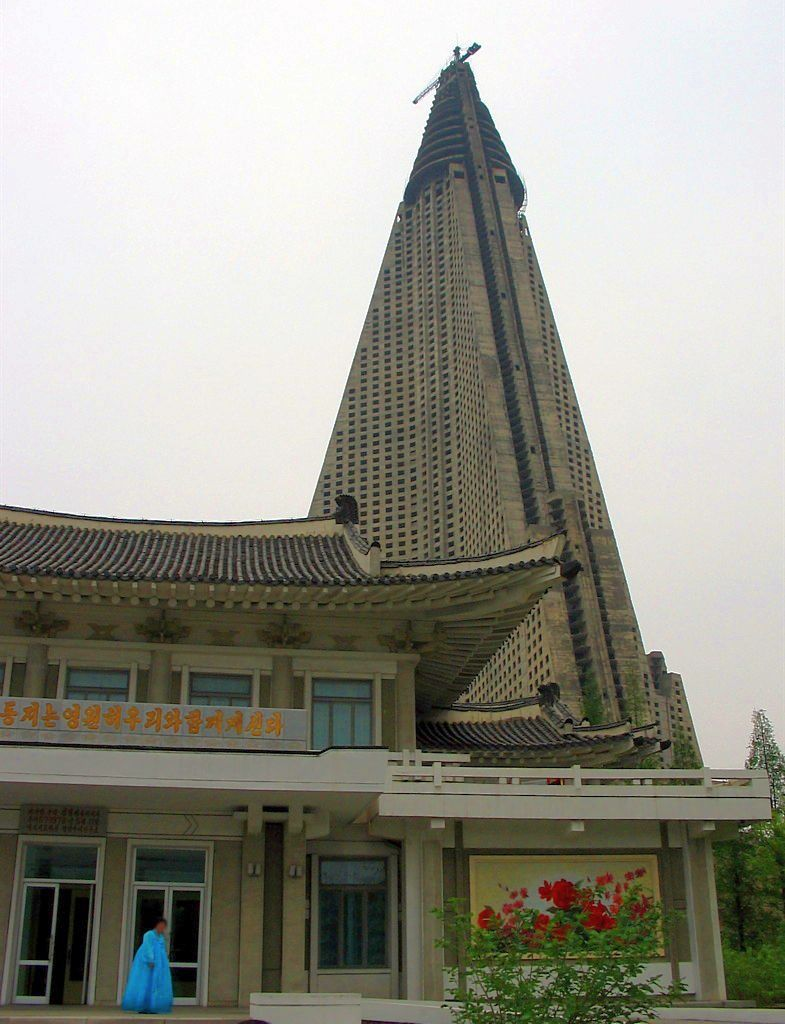
L'Hotel Ryugyong podria haver estat l'hotel més alt del món si s'hagués completat.

- Immoble inacabat a la Corunya (Galícia)
- Sociòpolis a València, megalomania especulativa[5]
- Catedral de Siena, inacabada des de 1357
- Campanar inacabat de la Catedral d'Anvers
- Basílica de la Sagrada Família a Barcelona

## Edificis inacabats particulars
L'Hotel Ryugyong a Corea del Nord, que podria haver el setè edifici més alt, però romàn deshabitat i no serà completat a causa dels costos i a febleses estructurals, la crisi econòmica del 1992, i moltes altres inherents al règim nord-coreà.
Un altre edifici en «eterna» construcció és el Temple Expiatori de la Sagrada Família, d'Antoni Gaudí, a Barcelona. L'obra va començar el 1880 i la fi era anunciada per al 2020 que serà probablement 2026 o 2033. És en construcció des de més de 130 anys. Els treballs es van retardar a causa de la Guerra Civil Espanyola, manca de diners i discussions entre experts si la continuació de l'obra era –o no– una traïció de l'esperit de Gaudí. Durant la guerra civil anarquistes van destruir al taller de Gaudí molts models i esbossos.
El gratacel Szkieletor (‘torre de la unitat’) a Cracòvia a Polònia, començat el 1975, durant anys va quedar en forma d'esquelet. El 2018,  el lloc web d'arquitectura ArchDaily el va nomenar com un dels deu «edificis inacabats més notoris de la història». Finalment, es va desballestar i només se'n va conservar l'estructura d'acer i es va acabar el 2020.
La Catedral de Colònia a Alemanya va prendre 632 anys a ser construïda, del 1248 al 1880. Moltes esglésies gòtiques, com la catedral d'Anvers que havien previst dos campanars simètrics, només en van construir un, però excepció de la torre inacabada, la resta de l'obra es va fer.

## Altres edificis inacabats
- Catedral de Siena, a Siena (Itàlia)
- Goodwood House, a West Sussex (Anglaterra)
- Herrenchiemsee, a Baviera (Alemanya)
- Woodchester Mansion, a Stroud, Gloucester (Anglaterra)
- Parliament House, a Wellington (Nova Zelanda)
- Bishop Castle, a Colorado (Estats Units)
- Super Power Building, a Clearwater (Florida)
- Boldt Castle, a Thousand Islands (Nova York)
- National Monument, a Edimburg (Escòcia)
- Palau d'Ajuda, a Lisboa (Portugal)
- Catedral de Conca, (Castella - la Manxa)
- Winchester Mystery House, a San José (Califòrnia)
- Castell de Neuschwanstein, a Baviera (Alemanya)
- Torre de la Escollera, a Cartagena (Colòmbia)